# مارثا سكوت
مارثا سكوت (بالإنجليزية: Martha Scott)‏ (و. 1912 – 2003 م) هي ممثلة مسرحية، وممثلة أفلام، وممثلة تلفزيونية، من الولايات المتحدة، ولدت في جيمسبورت، ميزوري، توفيت في فان نويس، عن عمر يناهز 91 عاماً.

## التعليم
تعلمت في جامعة ميشيغان.

## وصلات خارجية
- مارثا سكوت على موقع IMDb (الإنجليزية)
- مارثا سكوت على موقع روتن توميتوز (الإنجليزية)
- مارثا سكوت على موقع ألو سيني (الفرنسية)
- مارثا سكوت على موقع تيرنر كلاسيك موفيز (الإنجليزية)
- مارثا سكوت على موقع أول موفي (الإنجليزية)
- مارثا سكوت على موقع قاعدة بيانات برودواي على الإنترنت (الإنجليزية)
- مارثا سكوت على موقع قاعدة بيانات الأفلام السويدية (السويدية)
- مارثا سكوت على موقع إن إن دي بي (الإنجليزية)
- مارثا سكوت على موقع ديسكوغز (الإنجليزية)
- مارثا سكوت على موقع قاعدة بيانات الفيلم (الإنجليزية)